# Ri Yong-suk
Ri Yong-suk (리영숙, 17 de abril de 1916 - 13 de noviembre de 2021) fue una política, guerrillera y revolucionaria norcoreana. Veterana de la lucha antijaponesa, Ri tenía estrechas relaciones con las tres generaciones de la dinastía Kim. Durante la Segunda Guerra Mundial, combatió junto con Kim Il-sung en la 88.ª Brigada Independiente de Fusileros soviética. Durante la Guerra de Corea, se hizo cargo del cuidado de Kim Jong-il. Bajo Kim Jong-un, fue retratada como un vínculo entre la generación guerrillera original y el liderazgo actual. Ri fue elegida miembro de la Asamblea Suprema del Pueblo en 1998 y 2003.

## Biografía
Ri Yong-suk nació el 17 de abril de 1916. Combatió como guerrillera durante la lucha contra la dominación japonesa. Durante la Segunda Guerra Mundial, fue miembro de la 88.ª Brigada Independiente de Fusileros soviética, a la que también pertenecía Kim Il-sung. Según Kim, en su autobiografía En el Transcurso del Siglo de 1992, Ri estaba casada con An Yong:

Antes de partir, me encargué de que An Yong conociera a su esposa. Ri Yong Suk, la esposa de An Yong, estaba en Camp North. Se había casado con él, el maestro de la escuela nocturna de su pueblo, por consejo de sus padres y luchó junto con él en la unidad de Choe Yong Gon. Después de que su esposo se fuera a la Unión Soviética para aprender a operar la radio, ella no supo nada de él. ¡Cuán ansiosamente debe haber querido verla, ya que había oído que estaba en el Campamento Norte! Así que le dije que conociera a su esposa. En el corazón de un hombre que va en una misión difícil no debe haber nubes. Después de verla, pareció animarse aún más; era todo sonrisas.

Kim también escribió que Ri fue entrenada como operadora de radio. Hablando de sus días de guerrillera, recordó tanto a la esposa de Kim, Kim Jong-suk, como al nacimiento de su hijo, Kim Jong-il. Ri «recordó que Kim Jong Suk proporcionó la noble tradición de defender con devoción al líder y dio a luz al Secretario General Kim Jong il en los días de la reñida lucha antijaponesa, garantizando así el brillante futuro de Corea», y que:

Kim Jong Il nació en una cabaña de troncos en el bosque profundo del Monte Paektu, sin dirección, y creció con sonidos de disparos de la guerra antijaponesa como canción de cuna. Nosotras, las mujeres guerrilleras, sentimos mucho no poder conseguir ropa nueva para él, que nació como la Estrella Brillante de Corea. Tuvimos que hacerle ropa acortando uniformes militares y remendando trozos de tela en una colcha.

En realidad, Kim Jong-il nació en un campamento militar en la Unión Soviética.
Durante la Guerra de Corea, se hizo cargo del cuidado de Kim Jong-il. Los dos se encontraron a menudo a lo largo de la vida y la carrera de Kim. Incluso se había visto a Kim abrazando a Ri, aunque se sabía que rara vez expresaba afecto físicamente. La propaganda de Corea del Norte se esforzó en mostrar a Ri en términos cercanos con Kim Jong-un. El mensaje que se quería transmitir es que Ri transmitió la experiencia guerrillera vivida a Kim Jong-un. En 2016, se destacó como una de las pocas líderes guerrilleras que quedaban.
Después de la liberación de Corea, se convirtió en presidenta del comité de gestión de una granja cooperativa en el condado de Yonsan en la provincia de Hwanghae del Norte. Ri fue elegida miembro de la Asamblea Suprema del Pueblo en 1998 y 2003.
El presidente de Rusia Vladímir Putin le otorgó la Medalla Conmemorativa del 70.º Aniversario de la Victoria en la Gran Guerra Patria de 1941-1945 el 6 de mayo de 2015 y la Medalla Conmemorativa del 75.º Aniversario de la Victoria en la Gran Guerra Patria de 1941-1945 el 6 de mayo de 2020. Además de estas medallas rusas también fue galardonada con la Orden de Kim Il-sung, la Orden de Kim Jong-il y fue nombrada Héroe del Trabajo. El 6 de mayo de 2021 recibió una felicitación de cumpleaños y un ramo de flores enviados por el presidente de Rusia Vladímir Putin con motivo de su 105 cumpleaños, para entonces era la última superviviente norcoreana de la Segunda Guerra Mundial.
Estuvo en los comités funerarios de importantes líderes norcoreanos como Kim Chol-man, Ri Ul-sol, y Hwang Sun-hui.
Ri murió el 13 de noviembre de 2021, a la edad de 105 años. Kim Jong-un asistió a su funeral en el Cementerio de los Mártires Revolucionarios en el Monte Taesong el 15 de noviembre para depositar una ofrenda floral, a la ceremonia también asistió Alexander Matsegora, el embajador de la Federación de Rusia en la República Popular Democrática de Corea quien también depositó una corona de flores.